# Dopisy z Iwo Jimy
Dopisy z Iwo Jimy (v anglickém originále Letters from Iwo Jima) je americký válečný film z roku 2006 v japonštině, který režíroval a produkoval Clint Eastwood a v němž hlavní role ztvárnili Ken Watanabe a Kazunari Ninomija. Film zobrazuje bitvu o Iwodžimu z pohledu japonských vojáků a je doprovodným dílem Eastwoodova filmu Vlajky našich otců, který ukazuje stejnou bitvu z amerického pohledu. Dopisy z Iwo Jimy jsou téměř celé v japonštině s několika anglickými sekvencemi, přestože je produkovaly americké společnosti DreamWorks Pictures, Malpaso Productions a Amblin Entertainment.
Film byl v Japonsku uveden 9. prosince 2006 a 20. prosince 2006 se dočkal omezeného uvedení ve Spojených státech, aby se mohl ucházet o 79. ročník Oscarů, na které získal čtyři nominace, včetně té za nejlepší film a vítězství v kategorii nejlepší střih zvuku. Následně byl 12. ledna 2007 uveden v dalších oblastech USA a 19. ledna 2007 byl uveden ve většině Spojených států. Anglicky dabovaná verze filmu měla premiéru 7. dubna 2008. Po uvedení do kin se film setkal s příznivým hodnocením kritiky, a přestože v pokladnách kin utržil jen o něco málo více než jeho souputník Vlajky našich otců, byl v porovnání se svým rozpočtem mnohem úspěšnější.

## Děj
V roce 2005 japonští archeologové objevují na Iwodžimě něco v podzemních tunelech.
V roce 1944 se vojín Saigo, bývalý pekař, který touží po své ženě a novorozené dceři, účastní kopání zákopů na pláži. Nový velitel generálporučík Tadamiči Kuribajaši ho zachrání před trestem za údajnou neúctu a místo obrany na pobřeží nařídí budování tunelů a podzemních bunkrů. S tím však nesouhlasí další důstojníci včetně olympijského vítěze barona Takeičiho Nišiho. Kuribajaši ví, že posily nepřijdou, a věří, že obrana v hloubce je lepší strategií.
Po několika dnech americké námořnictvo ostřeluje ostrov a námořní pěchota se vylodí. Přestože utrpí těžké ztráty, postupně prolomí obranu a útočí na horu Suribači. Saigo a nový voják Šimizu, kterého podezřívá jako špeha, se dozvídají o rozkazu k ústupu, ale jejich velitel je místo toho nutí k hromadné sebevraždě. Saigo a Šimizu uprchnou, ale většina jejich jednotky je zabita.
Zbývající obránci se přeskupují, ale poručík Itó navzdory rozkazům vede marný protiútok. Niši jej pokárá, Itó však odchází s minami s úmyslem vrhnout se pod americký tank. Niši později soucítí s raněným americkým mariňákem a čte dopis jeho matky, než sám spáchá sebevraždu.
Šimizu se rozhodne vzdát, ale je zajat americkou hlídkou. Místo aby byl odveden do zajetí, je se svým druhem bezdůvodně zastřelen. Saigo přežívá a setkává se s Kuribajašim, který ho pověří zničením citlivých dokumentů. Kuribajaši poté vede poslední zoufalý útok, během kterého je smrtelně raněn. Jeho pobočník Fujita ho chce ušetřit potupy zajetí, ale je zabit americkým odstřelovačem.
Saigo dorazí na místo a podle rozkazu generála ho pohřbí. Později je zajat americkou jednotkou, která objevuje těla obránců. Na nosítkách zahlédne zapadající slunce a pousměje se.
V roce 2005 archeologové odhalí pytel dopisů, který Saigo ukryl. Jak se dopisy sypou ven, zazní hlasy japonských vojáků, kteří je napsali.